# CCDC58
CCDC58 (англ. Coiled-coil domain containing 58) – білок, який кодується однойменним геном, розташованим у людей на 3-й хромосомі. Довжина поліпептидного ланцюга білка становить 144 амінокислот, а молекулярна маса — 16 620.
| 10         |  | 20         |  | 30         |  | 40         |  | 50         |
| ---------- |  | ---------- |  | ---------- |  | ---------- |  | ---------- |
| MAAPSGGVNC |  | EEFAEFQELL |  | KVMRTIDDRI |  | VHELNTTVPT |  | ASFAGKIDAS |
| QTCKQLYESL |  | MAAHASRDRV |  | IKNCIAQTSA |  | VVKNLREERE |  | KNLDDLTLLK |
| QLRKEQTKLK |  | WMQSELNVEE |  | VVNDRSWKVF |  | NERCRIHFKP |  | PKNE       |

A: Аланін

C: Цистеїн

D: Аспарагінова кислота

E: Глутамінова кислота

F: Фенілаланін

G: Гліцин

H: Гістидин

I: Ізолейцин

K: Лізин

L: Лейцин

M: Метіонін

N: Аспарагін

P: Пролін

Q: Глутамін

R: Аргінін

S: Серин

T: Треонін

V: Валін

W: Триптофан

Залучений у такому біологічному процесі, як ацетилювання. 